# نوکونونو

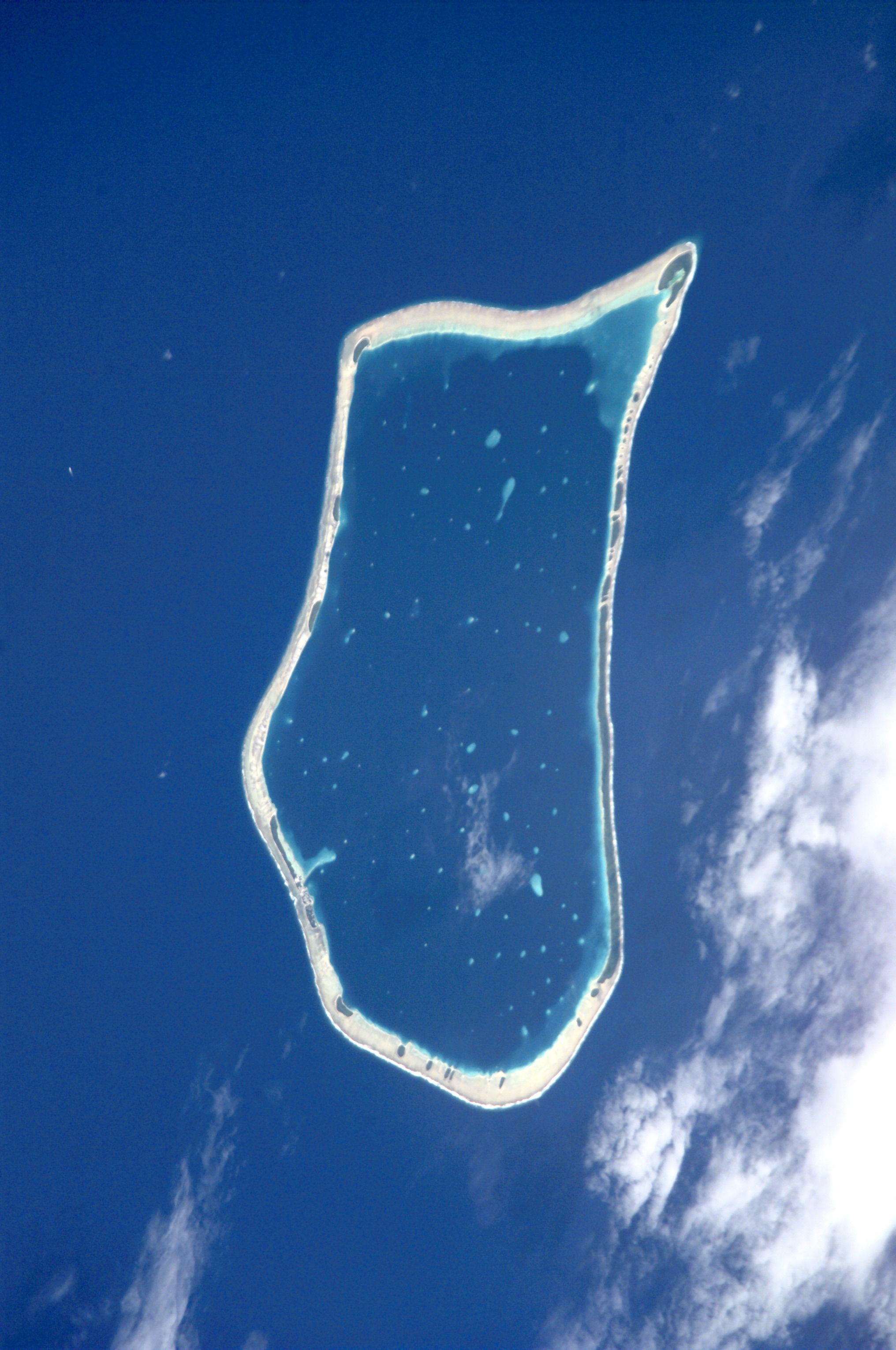
تصویر ماهواره‌ای نوکونونو

نوکونونو (انگلیسی: Nukunonu)بزرگترین ساحل مرجانی در مجمع‌الجزایر توکلائو است که به نیوزلند وابسته است، موقعیت آن در جنوب اقیانوس آرام قرار دارد. این مجموعه شامل ۳۰ جزیره است که در اطراف یک تالاب مرکزی قرار دارد، مساحت آن در حدود ۵/۵ کیلومتر مربع (۲٫۱ مایل مربع) است و مساحت تالاب ۱۰۹ کیلومتر مربع (۴۲ مایل مربع) می‌باشد.

## نمای‌کلی

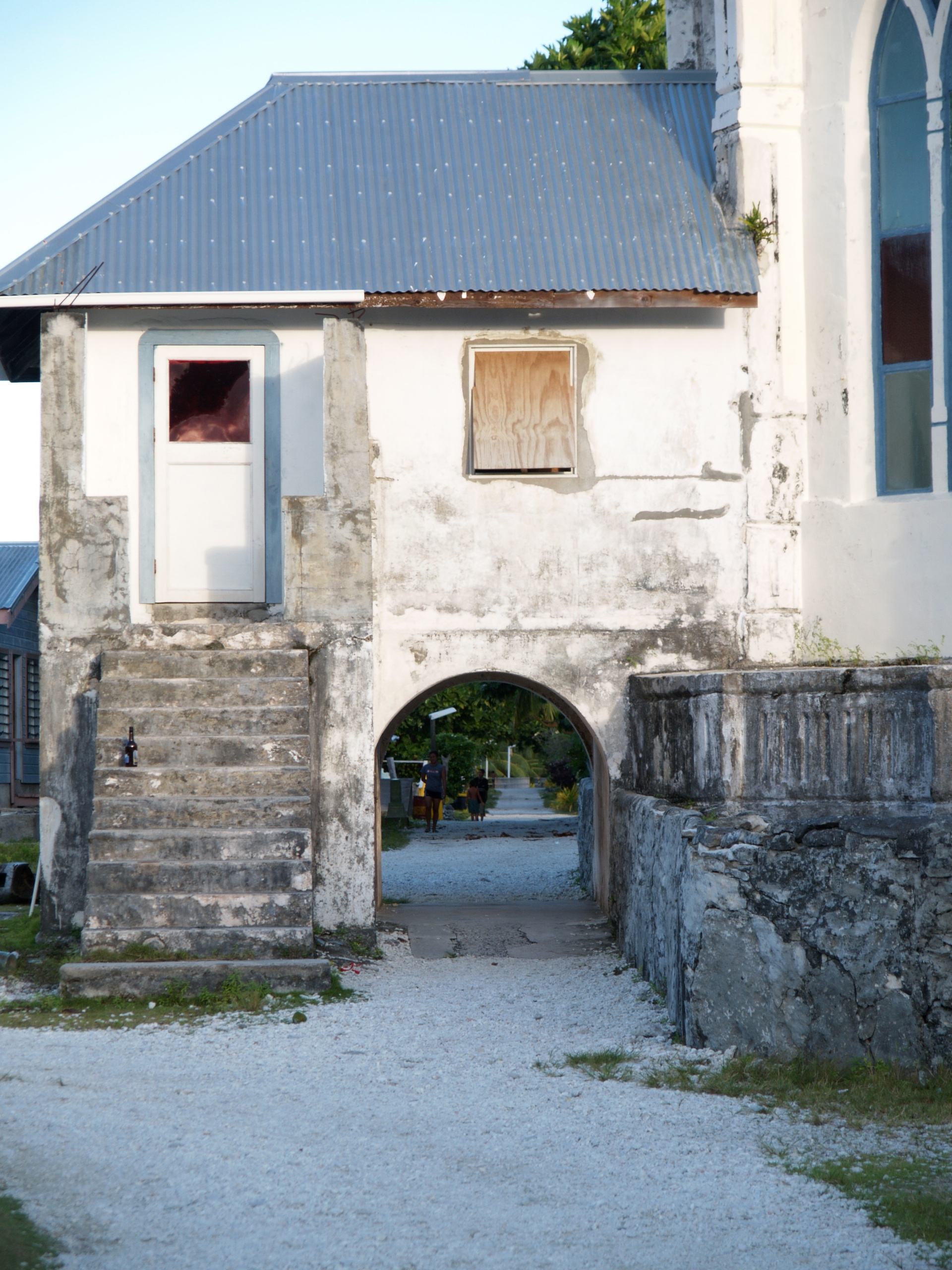
دالانی است که به خیابان اصلی راه دارد و متصل است به شبستان کلیسای کاتولیک.

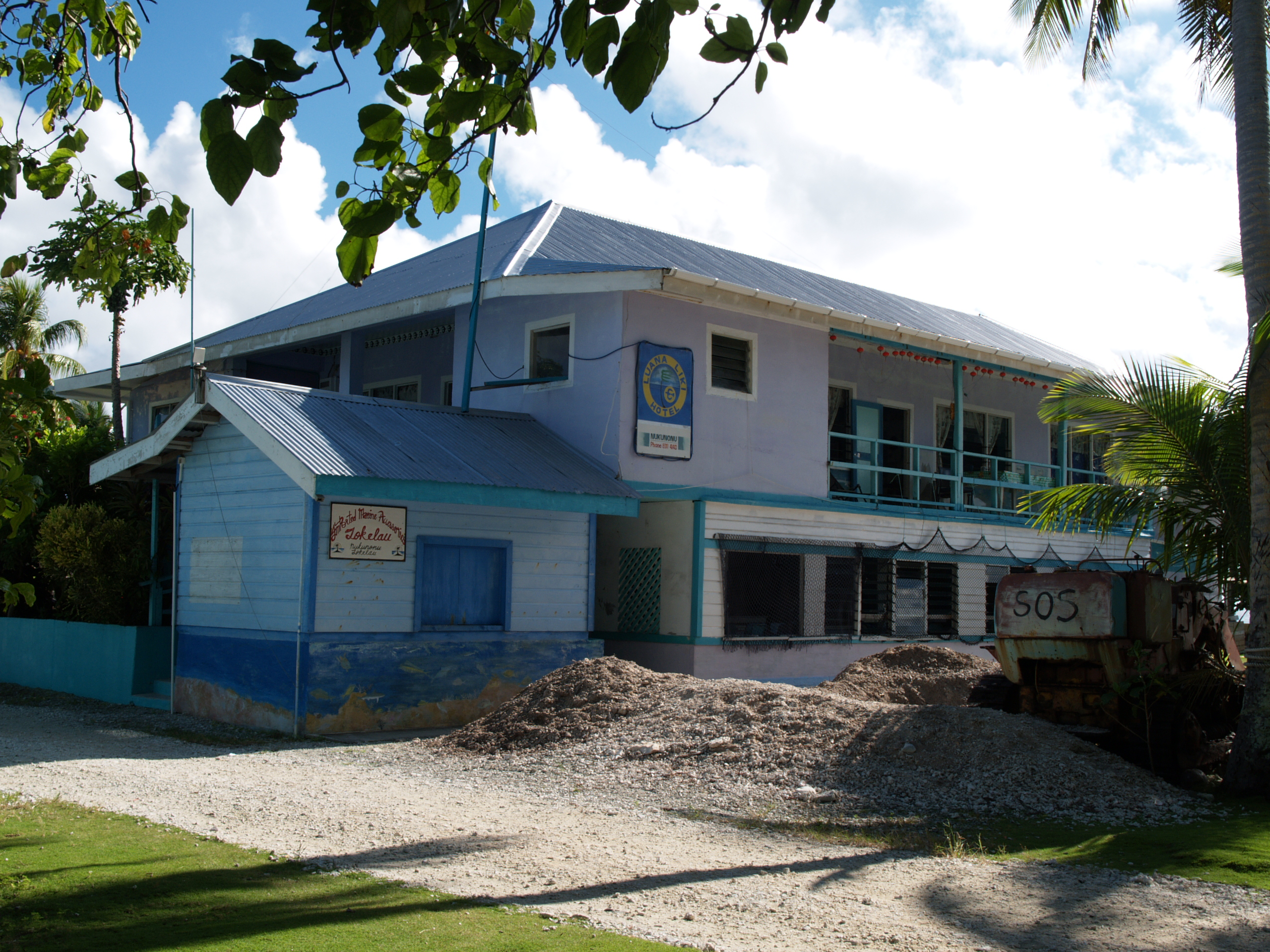
هتل لونا لیکی

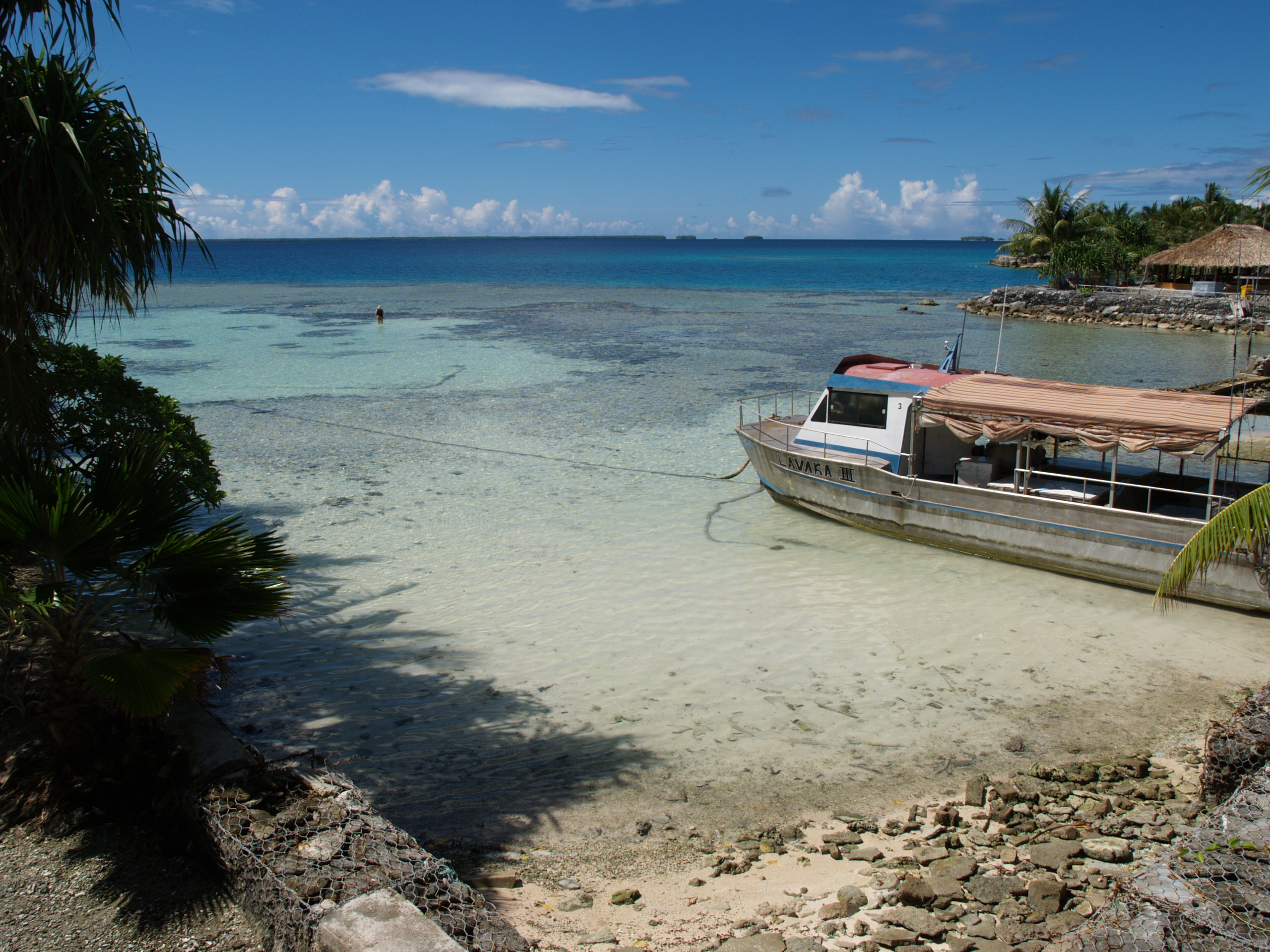
لاگون

بخش اصلی شهری در ساحل مرجانی جزیره نوکونونو در حاشیه جنوب غربی تالاب با یک پل بتونی به هم وصل می‌شود و دو منطقه شهرک را به هم وصل می‌کند..